# La mia bocca
La mia bocca è un singolo della cantante italiana Bianca Atzei, pubblicato il 4 giugno 2019 su YouTube e le piattaforme di streaming, mentre su iTunes e in rotazione radiofonica a partire dal successivo 21 giugno.

## Descrizione
Il brano, di cui la Atzei è l'unica autrice, è stato composto da Antonio Marcucci, chitarrista dei Tiromancino, che ha anche prodotto il singolo.

## Video musicale
Il 4 giugno è stato pubblicato sul canale YouTube della cantante il videoclip ufficiale. Il video, con la regia di Gaetano Morbioli, è stato girato a Jesolo.